# La Orquesta

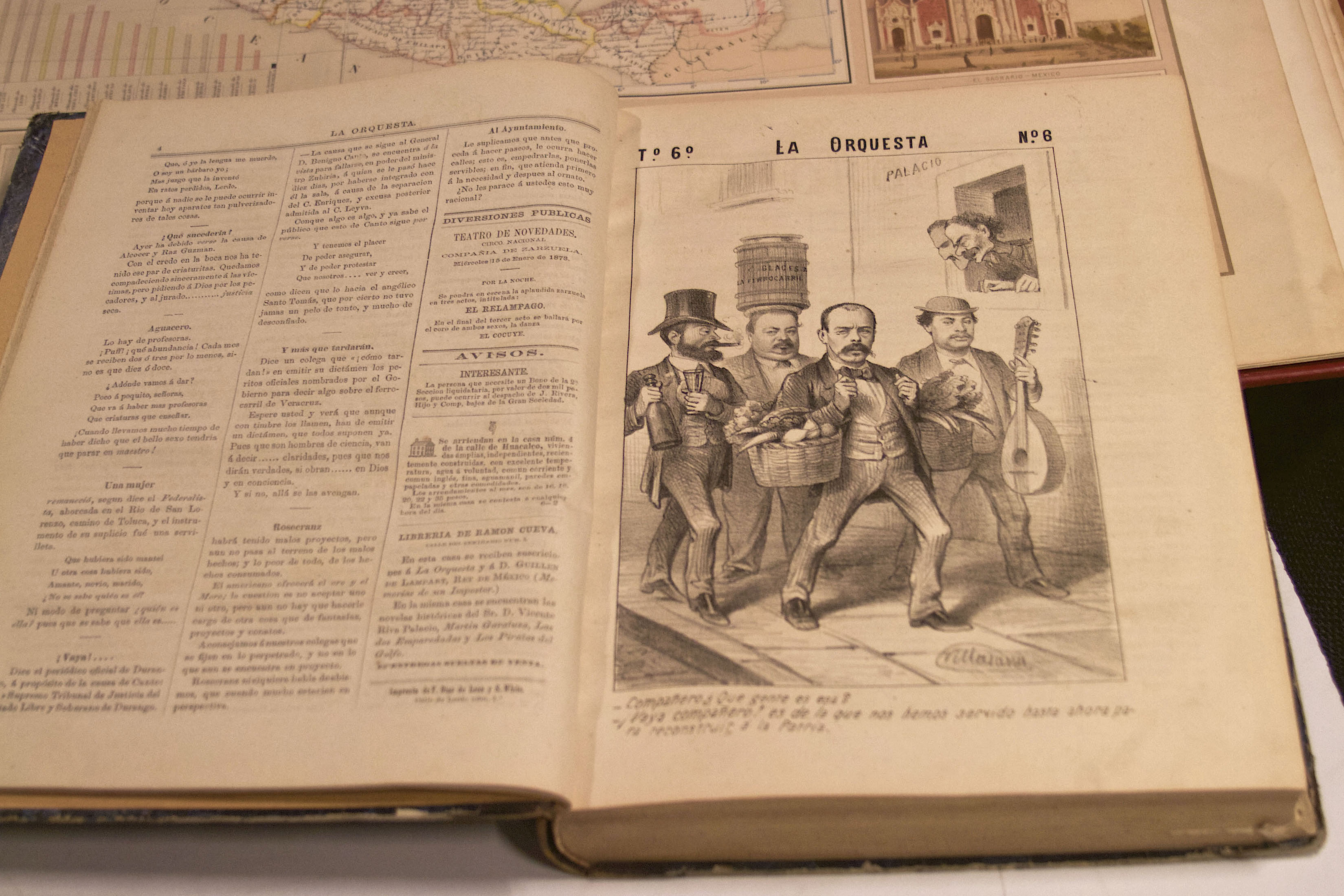
Páginas interiores de La Orquesta, con una caricatura de José María Villasana.

La Orquesta, fue el nombre de un periódico mexicano, omniscio, de buen humor y con caricaturas, de la segunda mitad del siglo XIX. Se publicó bisemanalmente en la Ciudad de México de 1861 a 1877.

## Historia
Como antecedente directo, tuvo al periódico Mi Sombrero, creado en 1860 por Carlos R. Casarín, quien contó con la colaboración de Luis Ponce y Constantino Escalante, primo de Casarín. Ambos habían editado anteriormente el periódico Mi Sombrero, de muy poca duración. En marzo de 1861, el periódico La Orquesta fue fundado por R. Casarín—quien utilizaba el seudónimo de "el ciudadano Roberto Macario"—y Constantino Escalante. Fue editado por Manuel C. de Villegas, y se imprimía en la Imprenta de la Paz del Callejón de las Cazuelas, en la capital del país. Los tres, junto con el grabador Hesiquio Iriarte, fueron los propietarios. La publicación salía a la venta cada miércoles y sábado, y fue la primera revista mexicana en rebasar el año de vida.
Su estilo fue satírico y mordaz. Como un signo distintivo, y pionero, en el periódico se utilizó la caricatura política. Esta alternativa de crítica política fue seguida más tarde por El Ahuizote.  El formato de la publicación era de cuatro hojas, una de folletín, otra de caricaturas y dos correspondientes a artículos y noticias.
En diversas ocasiones sus redactores fueron hechos prisioneros o agredidos. La Orquesta fue siempre un periódico de oposición, no solamente criticó a los gobiernos conservadores, la intervención francesa y al imperio de Maximiliano, también lo hizo con los gobiernos de Benito Juárez, Sebastián Lerdo de Tejada y Porfirio Díaz. Una vez restaurado el sistema republicano en México, la línea editorial del periódico intentó reconciliar a conservadores y liberales.
En 1866 suspendió su publicación, fue sustituido brevemente por El Impolítico bajo la dirección de José María Casasola, periódico que se editó solamente en cinco ocasiones. En junio de 1867 se reanudó la publicación de La Orquesta, esta vez bajo la dirección de Vicente Riva Palacio, quien utilizó el seudónimo de "Juan de Jarras", personaje de su propia novela Calvario y Tabor.

## Colaboradores
Colaboraron como articulistas Antonio Carrión,  Juan N. Berra, Ignacio Gazaluz, Juan Darío de Sais, Lorenzo Elízaga, Luis Gonzaga Iza, José R. Pérez (posible seudónimo utilizado por Ignacio Ramírez) , Vicente Riva Palacio, Francisco Pimentel, Juan Antonio Mateos, Juan de Dios Arias e Hilarión Frías y Soto entre otros; y como caricaturistas Constantino Escalante, que dibujaba bajo el seudónimo de Tolín, Santiago Hernández, José María Villasana y José Tiburcio Alamilla.  En el aspecto literario y poético se publicaron trabajos de José Puig Caracena, José María de Salas y Quiroga, José M. Esteva (quien dedicó un soneto a Juan Díaz Covarrubias), José Selgas y Carrasco, Anselmo de la Portilla,  Guillermo Prieto, Francisco Zarco y Florencio M. Castillo entre muchos otros.
Hay indicios de que La Orquesta fue un portavoz de un sector de la masonería debido a que sus fundadores (Carlos Casarín, Constantino Escalante) eran masones, al igual que Vicente Riva Palacio, Hesiquio Hiriarte, M.C. Villegas y Santiago Hernández .De tal forma que, más que una empresa de un solo dueño, era una especie de cooperativa, dirigida por este grupo de liberales puros y radicales.

## Línea Editorial
La Orquesta buscó reivindicar los principios liberales y sobre todo defender la libertad de imprenta, en un momento en que el Congreso de la Unión afectó las Leyes de Imprenta y la suspensión de las garantías individuales. Su principal objetivo fue la de burlarse de las decisiones erróneas del gobierno de Benito Juárez y sus ministros, en particular de Sebastián Lerdo de Tejada. Los temas que constantemente fueron expuestos y criticados por esta publicación fueron la administración hacendaria, la bancarrota resultado de las malas decisiones al poner en práctica las Leyes de Reforma, la Intervención francesa y el Imperio de Maximiliano.
Los ataques al gobierno juarista fueron virulentos tanto en las notas y editoriales, como en sus caricaturas, que empleaban la deformación física de los personajes señalados, a través de arquetipos de la época. La animalización de los rasgos físicos fue el mejor recurso de Escalante, Hernández y Casarín, para exponer y ridiculizar las acciones de la clase política. Por ejemplo el gato hacía referencia a las marrullerías y enredos de los políticos, los cangrejos representaban el retroceso o regreso al antiguo régimen de los conservadores, las moscas relacionadas al desperdicio y los olores fétidos, aparecían rondando la basura o los desechos políticos. 